# تشاوتونغ
تشاوتونغ (بالصينية: 昭通市 )‏ هي مدينة على مستوى محافظة، في جمهورية الصين الشعبية، تتبع يونان، تبلغ مساحتها 23,021 كيلومتر مربع، رمزها البريدي هو 657000.

## المناخ
يظهر الجدول التالي التغييرات المناخية على مدار السنة لتشاوتونغ:
| البيانات المناخية لـتشاوتونغ                            | البيانات المناخية لـتشاوتونغ | البيانات المناخية لـتشاوتونغ | البيانات المناخية لـتشاوتونغ | البيانات المناخية لـتشاوتونغ | البيانات المناخية لـتشاوتونغ | البيانات المناخية لـتشاوتونغ | البيانات المناخية لـتشاوتونغ | البيانات المناخية لـتشاوتونغ | البيانات المناخية لـتشاوتونغ | البيانات المناخية لـتشاوتونغ | البيانات المناخية لـتشاوتونغ | البيانات المناخية لـتشاوتونغ | البيانات المناخية لـتشاوتونغ |
| الشهر                                                   | يناير                        | فبراير                       | مارس                         | أبريل                        | مايو                         | يونيو                        | يوليو                        | أغسطس                        | سبتمبر                       | أكتوبر                       | نوفمبر                       | ديسمبر                       | المعدل السنوي                |
| ------------------------------------------------------- | ---------------------------- | ---------------------------- | ---------------------------- | ---------------------------- | ---------------------------- | ---------------------------- | ---------------------------- | ---------------------------- | ---------------------------- | ---------------------------- | ---------------------------- | ---------------------------- | ---------------------------- |
| الدرجة القصوى °م (°ف)                                   | 24.7 (76.5)                  | 25.9 (78.6)                  | 30.3 (86.5)                  | 31.2 (88.2)                  | 33.4 (92.1)                  | 32.5 (90.5)                  | 32.7 (90.9)                  | 31.5 (88.7)                  | 33.3 (91.9)                  | 28.5 (83.3)                  | 25.1 (77.2)                  | 23.2 (73.8)                  | 33.4 (92.1)                  |
| متوسط درجة الحرارة الكبرى °م (°ف)                       | 9.8 (49.6)                   | 12.5 (54.5)                  | 16.8 (62.2)                  | 20.6 (69.1)                  | 22.6 (72.7)                  | 23.6 (74.5)                  | 25.1 (77.2)                  | 25.0 (77.0)                  | 22.0 (71.6)                  | 17.4 (63.3)                  | 14.5 (58.1)                  | 10.8 (51.4)                  | 18.4 (65.1)                  |
| المتوسط اليومي °م (°ف)                                  | 2.4 (36.3)                   | 4.8 (40.6)                   | 8.6 (47.5)                   | 12.8 (55.0)                  | 15.9 (60.6)                  | 18.0 (64.4)                  | 19.7 (67.5)                  | 19.2 (66.6)                  | 16.4 (61.5)                  | 12.1 (53.8)                  | 8.1 (46.6)                   | 3.7 (38.7)                   | 11.8 (53.3)                  |
| متوسط درجة الحرارة الصغرى °م (°ف)                       | −1.6 (29.1)                  | 0.5 (32.9)                   | 3.7 (38.7)                   | 8.0 (46.4)                   | 11.7 (53.1)                  | 14.5 (58.1)                  | 16.0 (60.8)                  | 15.4 (59.7)                  | 12.9 (55.2)                  | 9.0 (48.2)                   | 4.3 (39.7)                   | −0.2 (31.6)                  | 7.9 (46.1)                   |
| أدنى درجة حرارة °م (°ف)                                 | −8.4 (16.9)                  | −8.7 (16.3)                  | −6.9 (19.6)                  | −2.7 (27.1)                  | −0.1 (31.8)                  | 7.4 (45.3)                   | 7.5 (45.5)                   | 7.0 (44.6)                   | 3.6 (38.5)                   | −0.8 (30.6)                  | −5.5 (22.1)                  | −10.4 (13.3)                 | −10.4 (13.3)                 |
| الهطول مم (إنش)                                         | 8.4 (0.33)                   | 8.8 (0.35)                   | 16.4 (0.65)                  | 30.1 (1.19)                  | 70.2 (2.76)                  | 117.9 (4.64)                 | 151.9 (5.98)                 | 112.9 (4.44)                 | 79.8 (3.14)                  | 57.6 (2.27)                  | 15.9 (0.63)                  | 4.8 (0.19)                   | 674.7 (26.57)                |
| متوسط أيام هطول الأمطار (≥ 0.1 mm)                      | 5.5                          | 6.5                          | 6.5                          | 9.9                          | 14.6                         | 17.6                         | 16.7                         | 17.0                         | 16.6                         | 14.5                         | 8.1                          | 4.6                          | 138.1                        |
| متوسط الرطوبة النسبية (%)                               | 74                           | 69                           | 66                           | 67                           | 71                           | 77                           | 78                           | 78                           | 79                           | 81                           | 78                           | 76                           | 75                           |
| المصدر #1: China Meteorological Data Service Center     |                              |                              |                              |                              |                              |                              |                              |                              |                              |                              |                              |                              |                              |
| المصدر #2: Weather China (precipitation days 1971–2000) |                              |                              |                              |                              |                              |                              |                              |                              |                              |                              |                              |                              |                              |

## التقسيمات الإدارية
- Zhaoyang, Zhaotong [الإنجليزية]‏
- Ludian County [الإنجليزية]‏
- Qiaojia County [الإنجليزية]‏
- Yanjin County, Yunnan [الإنجليزية]‏
- Daguan County [الإنجليزية]‏
- Yongshan County [الإنجليزية]‏
- Suijiang County [الإنجليزية]‏
- Zhenxiong County [الإنجليزية]‏
- Yiliang County, Zhaotong [الإنجليزية]‏
- Weixin County [الإنجليزية]‏
- Shuifu [الإنجليزية]‏.

## أعلام
- لو هان